# Шахатуни, Елизавета Аветовна
Елизавета Аветовна Шахатуни (20 декабря 1911, Ереван — 28 октября 2011, Киев) — советская  учёная, инженер и авиаконструктор, доктор технических наук, профессор. Лауреатка Ленинской премии (1962). Вторая жена конструктора Олега Антонова.

## Биография

### Детство и юность
Елизавета Шахатуни родилась 22 декабря 1911 года в Ереване. Её отец Аветис Тигранович Шахатунян был политическим деятелем Закавказья начала XX века, являлся одним из идеологов движения Дашнакцутюн. Мать работала учительницей.
После окончания школы Елизавета Шахатуни два года училась на инженерном факультете Ереванского государственного университета. В 1930 году поступила в Московский авиационный институт, где её зачислили сразу на второй курс. Занималась в кружке планеристов. Окончив в 1935 году учёбу, начала работать в авиапромышленности, попала на завод ильюшинских самолётов в качестве специалиста по вооружению и оборудованию.

### Война
Работа, ввиду тяготения Шахатуни к расчётам прочности, ей не нравилась, и через полгода она перевелась на гражданское предприятие — маленький планерный завод в Тушино, где работала с 1937 по 1939 год. В Тушино она знакомится с руководителем конструкторского бюро — известным авиаконструктором Олегом Антоновым. В 1941 году Антонов получил задание по организации производства планеров в Каунасе на базе бывшего трамвайного завода, куда набирая людей, он пригласил в бюро и Шахатуни. Спустя некоторое время, накануне войны, Олег Антонов и Елизавета Шахатуни поженились. Вскоре с началом войны КБ, так по сути и не начав полноценно работать, в срочном порядке было эвакуировано в Москву. В этом же году Шахатуни была зачислена в ОКБ А. С. Яковлева, в котором благополучно проработала до 1945 года. В годы войны конструкторским бюро был создан десантный планер, потом — буксировочный планер-биплан («Крылья танка»), предназначавшийся для воздушной перевозки бронированных машин. В этом проекте Елизаветой Шахатуни было рассчитана прочность крыльев и гусениц танка, чтобы те не повредились при посадке.

### Послевоенный период
После окончания войны, в 1946 году Антонов был назначен главным конструктором проектного бюро в новосибирский филиал, где получил задание создать самолёт для нужд сельского хозяйства. Через некоторое время появился биплан СХА-1 (опытный вариант Ан-2), позже названный в народе «кукурузником». Работу по расчёту прочности самолёта осуществил отдел, которым руководила Шахатуни.
Вскоре КБ, которым руководил Антонов, было переведено в Киев, где было налажено строительство военно-транспортных и пассажирских самолётов. Елизавета Шахатуни, будучи уже профессором и доктором технических наук, выступала ответственной за расчёты прочности этих самолётов.
В 1955 году был создан новый самолёт Ан-8, а чуть позже Ан-10 и Ан-12. Расчёт их прочности также был произведён коллективом под руководством «стальной армянки». Но главным успехом отдела коллектива под руководством Шахатуни явился расчёт прочности самолёта Ан-22 «Антей», имевшего взлётный вес в более чем 250 тонн и который мог поднять в воздух до восьмидесяти тонн груза. Более того, в дальнейшем самолётом был установлен 41 мировой рекорд, включая максимальную грузоподъёмность. За создание самолёта Шахатуни была удостоена звания лауреата Ленинской премии.
Однако в разгар «холодной войны» рекорд, установленный Ан-22, был побит американским самолётом «Гэлэкси». Взлётный вес воздушного судна превышал 370 тонн, а грузоподъёмность доходила до 120 тонн. Проектное бюро под руководством Антонова получило задание ещё более увеличить грузоподъёмность самолётов. Как результат, в 1982 году впервые в воздух поднялся Ан-124 «Руслан», взлётный вес которого равнялся 405, а максимальная грузоподъёмность 171 тонн.
Помимо всего прочего, Шахатуни принимала участие и в работе по созданию самолётов Ан-14, Ан-24, Ан-26, Ан‑30, Ан-32 и др. Ей принадлежит изобретение сварки-склеивания конструкции самолёта, в результате чего срок эксплуатации самолётов увеличился до 45 тысяч часов.
Елизавета Шахатуни преподавала в Киевском институте инженеров гражданской авиации (КиИГА).

### Смерть
Елизавета Аветовна Шахатуни скончалась 28 октября 2011 года в Киеве за 2 месяца до 100-летия. 30 октября в армянской часовне состоялась церковная панихида по усопшей. На следующий день в административном здании завода АНТК им. Антонова состоялась гражданская панихида, после чего известный советский конструктор была похоронена на городском кладбище «Берковцы». Отпевание по армянскому обряду совершил архиепископ Григорис Буниатян и о. Тер-Ованес. На могилу Елизаветы Шахатуни положили горсть родной земли, привезённой из Армении.

## Награды
- Лауреат Ленинской премии (1962)
- Лауреат премии им. О. К. Антонова
- Орден Ленина
- Орден Трудового Красного Знамени
- Орден «Знак Почета»